# Schak Bull
Schak August Steenberg Bull, född den 10 maj 1858 nära Bergen, död den 25 januari 1956, var en norsk arkitekt, bror till Edvard Hagerup Bull, far till Jens Munthe Bull.
Bull studerade 1875–79 vid polyteknikum i Zürich och bosatte sig sedan i Bergen, där han uppförde några av stadens vackraste byggnader, bland annat sjömanshemmet och skepparföreningens hus.